# Kupala

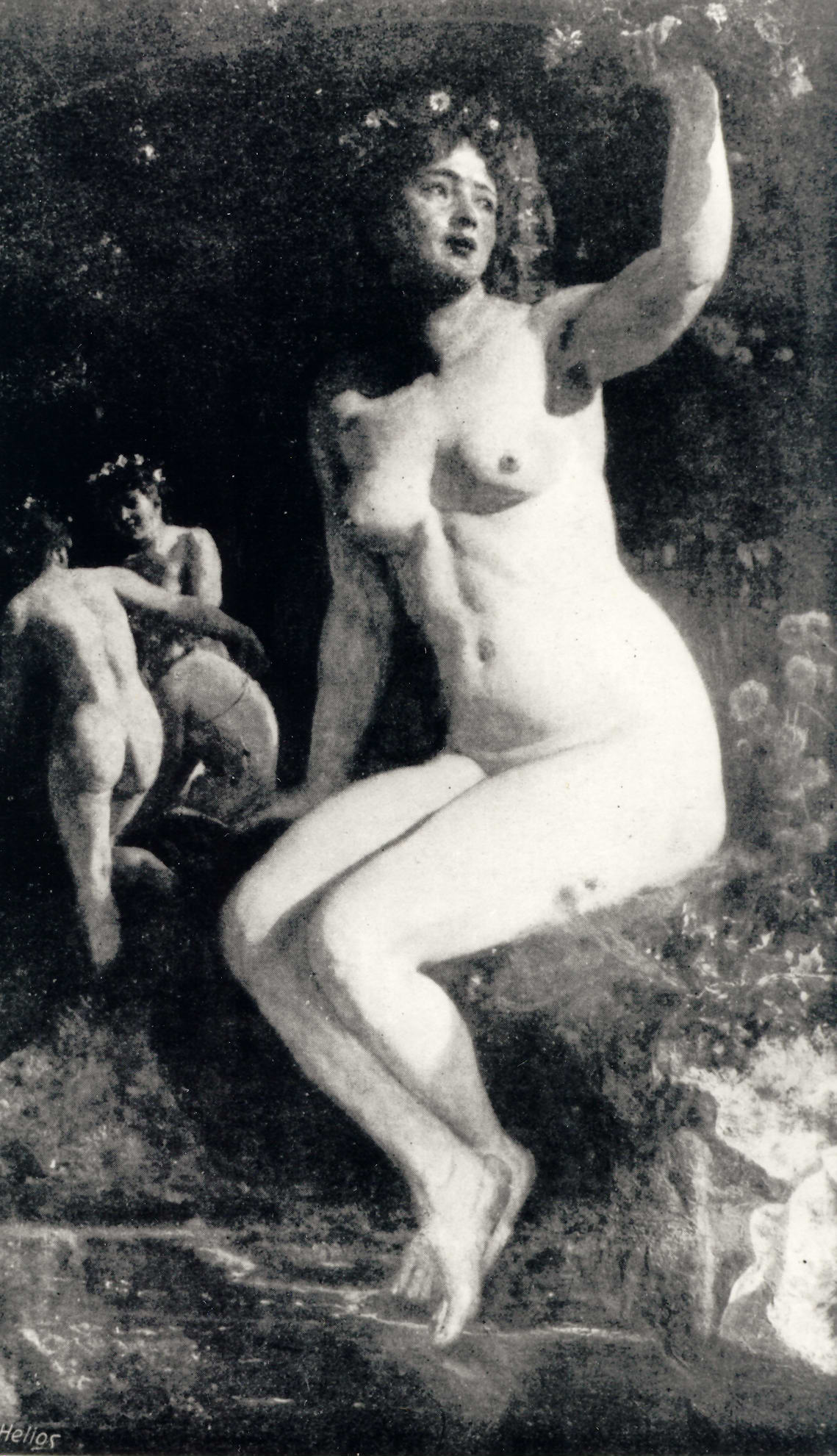
Kupa, Wojciech Gerson, 1897

Na Mitologia Eslava, Kupala é a deusa polonesa das ervas, feitiçaria, sexo e do verão. Ela é também a Mãe d'Água, associada às árvores, ervas e flores. Sua celebração ocorre durante o solstício de verão. Era um dia sagrado que honrava os dois elementos mais importantes: Fogo e Água. Kupalo é a forma masculina de Kupala, e reconhecido em outras regiões eslavas. Kupalo é associado a São João, sendo seu banquete no dia 24 de junho.

## Festa
A festa de Kupala, também conhecida como Sobótka, é comemorada durante o solstício de verão em junho. É um dia considerado sagrado, que honra os dois elementos mais importantes: o fogo e a água. A tradição manda queimar fogos no fim do dia, tomar um banho ao ar livre no por do sol e cantar e dançar, em torno do "amigo" até a meia-noite. Com a chegada da meia-noite, sob o pretexto de procurar pela Flor de samambaia, as solteiras correm para dentro da floresta. As mulheres com as flores de diadema na cabeça, o símbolo das solteiras, correm cantando, sendo seguidas, pelos homens solteiros. Se você encontra a flor de samambaia, todos os desejos da sua vida, serão realizados, porém se não a encontrar, terá uma vida feliz...O afortunado homem que retornar com o anel de flor em sua cabeça, se casará em breve.
A poética descrição da celebração dessa noite, a seguir, foi concedida por Jan Kochanowski 
Todas as jovens garotas, vestidas de branco, com velas, flutuam sobre flores, nos rios.

## Referencias
1. ↑  Pieśń świętojańska o Sobótce, Jan Kochanowki, Qoute: :Gdy słońce Raka zagrzewa, :A słowik więcej nie śpiewa, :Sobótkę, jako czas niesie, :Zapalono w Czarnym Lesie url: